# Parides
Parides és un gènere de lepidòpters papilionoïdeus de la família dels papiliònids (Papilionidae) amb nombroses espècies distribuïdes per la regió Neotropical.

## Taxonomia
- Parides aeneas (Linnaeus, 1758).
- Parides agavus (Drury, 1782).
- Parides aglaope (Gray, 1852).
- Parides alopius (Goodman et Salvin, 1890).
- Parides anchises (Linnaeus, 1758).
- Parides ascanius (Cramer, 1775).
- Parides burchellanus (Westwood, 1872).
- Parides chabrias (Hewitson, 1852).
- Parides chamissonia (Eschscholtz, 1821).
- Parides childrenae (Gray, 1832).
- Parides coelus (Boisduval, 1836).
- Parides cutorina (Staudinger, 1898).
- Parides echemon (Hübner, 1813).
- Parides erithalion (Boisduval, 1836).
- Parides erlaces (Gray, 1852).
- Parides eurimedes (Stoll, 1782).
- Parides gundlachianus (C. et R. Felder, 1864).
- Parides hahneli (Staudinger, 1882).
- Parides iphidamas (Fabricius, 1793).
- Parides klagesi (Ehrmann, 1904).
- Parides lysander (Cramer, 1775).
- Parides montezuma (Westwood, 1842).
- Parides neophilus (Geyer, 1837).
- Parides nephalion (Godart, 1819).
- Parides orellana (Hewitson, 1852).
- Parides panares (Gray, 1853).
- Parides panthonus (Cramer, 1780).
- Parides perrhebus (Boisduval, 1836).
- Parides phalaecus (Hewitson, 1869).
- Parides phosphorus (Bates, 1861).
- Parides photinus (Doubleday, 1844).
- Parides pizarro (Staudinger, 1884).
- Parides polyzelus (C. et R. Felder, 1865).
- Parides proneus (Hübner, 1825).
- Parides quadratus (Staudinger, 1890).
- Parides sesostris (Cramer, 1779).
- Parides steinbachi (Rothschild, 1905).
- Parides triopas (Godart, 1819).
- Parides tros (Fabricius, 1793).
- Parides vertumnus (Cramer, 1780).
- Parides zacynthus (Fabricius, 1793).